# 啄木鳥與雨
啄木鳥與雨是2012年的一套日本電影，沖田修一導演，役所廣司與小栗旬主演。為 2012台北電影節閉幕片。
25歲菜鳥導演田邊幸一，在岐阜縣山裡拍活僵屍片有許多困難，巧遇60歲伐木工岸克彥(役所廣司)，後來因為伐木工人的協助，全村人也投入這個拍片過程，讓原本沒自信的菜鳥導演找回自己的專業信心並獲得了工作人員肯定，共同完成了電影。

## 獎項
- 2012東京影展評審團大獎
- 2012杜拜影展「亞非劇情長片競賽」最佳男主角、最佳編劇、最佳剪輯

- 瘋電影／啄木鳥與雨　鄉村爆笑僵屍（页面存档备份，存于）